# Daniel Stahl (Philosoph)

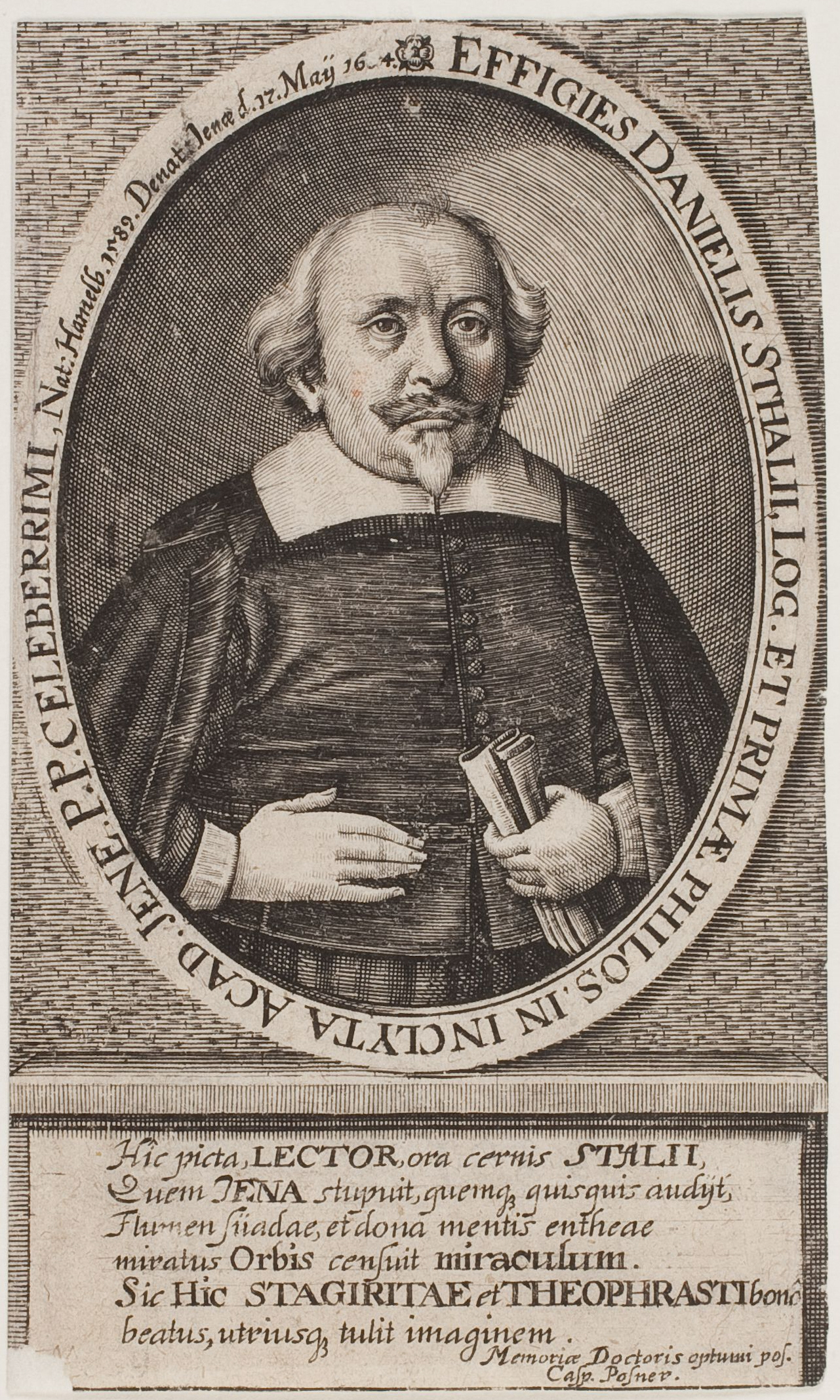
Daniel Stahl

Daniel Stahl (* 28. September 1589 in Hammelburg in Unterfranken; † 17. Mai 1654 in Jena) war Professor für Logik und Metaphysik an der philosophischen Fakultät der Universität Jena und Verfasser vieler Schriften.

## Leben
Daniel war der Sohn des Michael Stahl. Seine Familie wurde im Zuge der Gegenreformation durch den fuldischen Fürstabt Balthasar von Dermbach aus Hammelburg vertrieben und floh in die freie Reichsstadt Schweinfurt. Dort besuchte Daniel die Lateinschule und im Alter von 14 Jahren das Gymnasium in Coburg. Nach seiner schulischen Ausbildung begann er im Alter von 18. Jahren ein Studium der Philosophie an der Universität Straßburg, als zwanzigjähriger Baccalaureus wechselte er an die Universität Gießen, wo er 22. Dezember 1608 den Magistergrad erreichte. 
Nachdem er einige Zeit in Gießen als Poetiklehrer gewirkt hatte, wechselte er im Sommersemester 1613 an die Universität Jena und 1620 an die Brandenburgische Universität Frankfurt. 1623 wurde er Professor für Logik und Metaphysik an der Universität Jena. Hier beteiligte er sich an den organisatorischen Aufgaben der Hochschule. So war er einige Male Dekan der philosophischen Fakultät und im Sommersemester 1631 Rektor der Alma Mater.
Stahl war zwei Mal verheiratet. Seine erste Ehe schloss er im Juli 1622 Magdalena Fiedler († März 1625), die Tochter des Jenaer Bürgers und Bäckers Johann Fiedler. Seine zweite Ehe ging er im Juli 1629 mit Maria Magdalena Art, die Tochter des Notars Wenceslaus Art, ein. 

## Werke (Auswahl)
- Tractatus Peri Ermēneias, Sive Doctrina Propositionum, in qua Omnibus Controversiis, Quae A Peripateticis ... Ex Optimis Quibusque Aristotelis Interpretibus disseritur, veritas stabilitur & contrariae opiniones refutantur. Chemlin, Gießen 1610. (Digitalisat)
- De Febrivm Natvra Discursus; In Svos Articvlos Distribvtvs. Chemlin, Dresden 1612.
- Ogdoas quaestionum logicarum et physicarum. (Resp. Heinrich Krauchenberger) Weidner, Jena 1613.
- Dekas regularum logico-metaphysicarum, circa doctrinam causarum, materiae et formae. (Resp. Sebastian Pistorius) Weidner, Jena 1614.
- Quaestionum miscellanearum septenarius. (Resp. Johann Peter Cluenthe) Weidner, Jena 1614.
- Disputationum logicarum prima, continens quaestiones decem, circa doctrinam de natura logicae. (Resp. Matthias Oberla) Weidner, Jena 1616.
- Disputationum logicarum ..., continens quaestiones decem, circa doctrinam de natura logicae. (Resp. Matthias Oberla) Weidner, Jena 1616.
- De abstracto et concreto. (Resp. Petrus Worms) Beithmann, Jena 1617. Digitalisate
- Compenium metaphysicae in XXIV tabellas redactum. Frankfurt, 1652, 1686 (Digitalisat), Jena 1655, Breda 1690
- Canones Methaphysici. Marburg 1635.
- Disputatio philosophica De Tribus Gradibus Necessitatis. (Resp. Johannes Fabricius) Weidner, Jena 1635.
- Institutiones Logicae. Sengenwald, Jena 1663. (Digitalisat)
- Regulae philosophicae explicatae & Orationes aliquot. 3 Bände. Sengenwald, Jena 1662.
- Nucleus Philosophiae, id est, Regularum Philosophicarum Libri Tres, in quibus praeter Regulas & observationibus alias quamplurimas, ea, quae in incomparabili Regularum libello B. Danielis Stahlii prolixe disputantur, in compendium redacta, & difficiliora uberius explicata & illustrata exhibentur In Compendium redactae, per Christ. Henric. Loeberum. Bielcke & Bauhöfer, Jena 1669. (Digitalisat)
- Notae et animadversiones. In: D. Conradi Horneii Compendium Dialecticae. Jena 1656, 1660
- Philosophia moralis, sive Ethica. Frankfurt 1652. (Digitalisat)
- Quaestiones Logicae CV, Recognitae, à vitiis, quibus Mss. scatent, liberatae, auctae & limatius elaboratae . Sengenwald, Jena 1662. (Digitalisat)
- Regulae philosophicae. Rinteln 1635, 1642, emendatiores Jena 1653, 1657, 1662, London 1672